# Conus leoninus
Conus leoninus é uma espécie de gastrópode do gênero Conus, pertencente à família Conidae.